# Emanuel Walberg
Pour les articles homonymes, voir Walberg.
Emanuel Walberg (1873-1951) est un romaniste suédois.

## Éléments biographiques
Emanuel Walberg naît le 24 décembre 1873 à Lund dans une famille d'universitaires : son père, Carl August Walberg (sv), a enseigné le grec à Uppsala et à Lund et son grand-père maternel, Emanuel Olde (sv), a été professeur de linguistique et de littérature moderne à Lund.
Emanuel Walberg étudie la philologie romane dans l'université de sa ville natale où il a pour professeur l'hispanisant Edvard Lidforss (sv). Il étudie aussi à Paris auprès de Gaston Paris et de Paul Meyer, et à Bonn auprès de Wendelin Foerster.
Il devient en 1900 chargé de cours à Lund, puis succède en 1910 au professeur Fredrik Wulff (sv).
Il est élu en 1931 à l'Académie royale de langue et de littérature françaises de Belgique, succédant au romaniste danois Kristoffer Nyrop, et en 1950 à l'Académie des inscriptions et belles-lettres.
Emanuel Walberg meurt à Lund le 27 novembre 1951.

## Quelques publications
- Le Bestiaire de Philippe de Thaün, 1900 (éditeur scientifique)
- Las Ordenes militares de Calderón, 1904
- Juán de la Cueva et son “Ejemplar poético”, 1904
- Les Vers de la mort, 1905 (éditeur scientifique, en collaboration avec Fredrik Wulff)
- Saggio sulla fonetica del parlare di Celerina-Creste, 1907
- Deux poèmes inédits sur saint Simon de Crépy, 1909
- Gramática castellana, 1909 (éditeur scientifique)
- Trascrizione fonetica di tre testi alto-engadini, 1912
- Vie de saint Thomas le martyr, 1922 (éditeur scientifique)
- Deux versions inédites de la légende de l'Antéchrist en vers français du XIIIe siècle, 1928
- La Tradition hagiographique de saint Thomas Becket avant la fin du XIIe siècle, 1929